# Internazionali BNL d’Italia 2024

Die Internazionali BNL d’Italia 2024 waren ein Tennisturnier der WTA Tour 2024 für Damen und ein Tennisturnier der ATP Tour 2024 für Herren in Rom und fanden zeitgleich vom 8. bis 19. Mai 2024 statt.

## Herrenturnier
→ Hauptartikel: Internazionali BNL d’Italia 2024/Herren
→ Qualifikation: Internazionali BNL d’Italia 2024/Herren/Qualifikation

## Damenturnier
→ Hauptartikel: Internazionali BNL d’Italia 2024/Damen
→ Qualifikation: Internazionali BNL d’Italia 2024/Damen/Qualifikation